# Pratt & Whitney Wasp
Pratt & Whitney Wasp foi o nome civil de uma série de motores radiais a pistão refrigerados a ar desenvolvido nas décadas de 1930, 1940, e 1950.
A Pratt & Whitney (P&W) foi fundada em 1925 por Frederick B. Rentschler, que havia sido anteriormente presidente da Wright Aeronautical Corporation. Ele trouxe com ele alguns dos melhores projetistas da Wright e a nova equipe logo trouxe seu primeiro projeto, o R-1340 Wasp.

## Série Wasp
- Pratt & Whitney R-1340 Wasp
- Pratt & Whitney R-985 Wasp Junior
- Pratt & Whitney R-1830 Twin Wasp
- Pratt & Whitney R-1535 Twin Wasp Junior
- Pratt & Whitney R-2000 Twin Wasp
- Pratt & Whitney R-2180-E Twin Wasp E
- Pratt & Whitney R-2800 Double Wasp
- Pratt & Whitney R-4360 Wasp Major

Nota: as designações são referentes às configurações de motores a pistão como se segue: "R" = Radial, seguido pelo deslocamento aproximado em polegadas cúbicas.